# Neohomaloptera
Genre

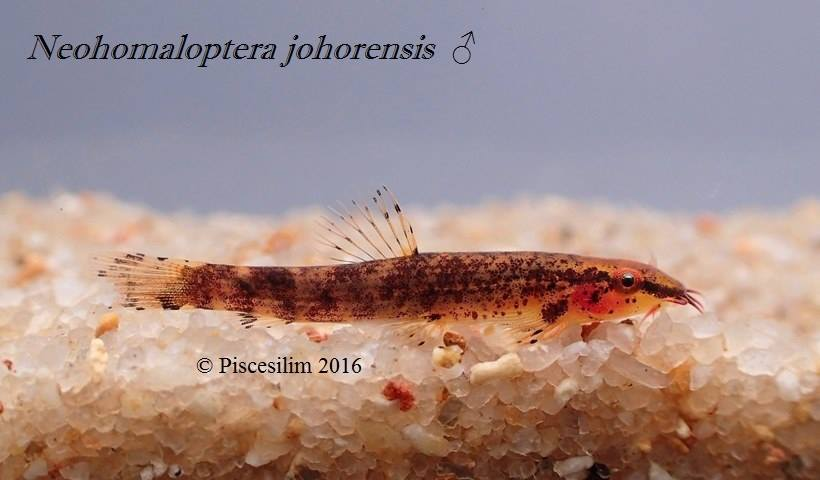
Neohomaloptera johorensis mâle de Malaisie.

Neohomaloptera est un genre de poissons téléostéens de la famille des Balitoridae et de l'ordre des Cypriniformes. Le genre Neohomaloptera est mono-typique, c'est-à-dire qu'il n'est composé que d'une seule espèce, Neohomaloptera johorensis. Neohomaloptera est un genre de loches de ruisseaux de colline originaire de Malaisie en Indonésie.

## Liste des espèces
Selon FishBase (12 juillet 2015):
- Neohomaloptera johorensis (Herre, 1944)